# Les Yeux qui tuent
Pour plus de détails, voir Fiche technique et Distribution.
Les Yeux qui tuent (titre original : The Frozen Ghost) est un film américain réalisé par Harold Young, sorti en 1945.

## Synopsis
Un mentaliste et un chirurgien plasticien sont impliqués dans une mort mystérieuse survenue dans un étrange musée de cire.

## Fiche technique
- Titre original : The Frozen Ghost
- Réalisation : Harold Young
- Scénario : Harrison Carter, Henry Sucher, Bernard Schubert et Luci Ward
- Photographie : Paul Ivano
- Société de production : Universal Pictures
- Pays de production : États-Unis
- Format : Noir et blanc - 1,37:1 - Mono
- Genre : horreur
- Date de sortie : 1945

## Distribution
- Lon Chaney Jr. : Alex Gregor
- Evelyn Ankers : Maura Daniel
- Milburn Stone : George Keene
- Douglass Dumbrille : Inspecteur Brant
- Martin Kosleck : Dr. Rudi Polden
- Elena Verdugo : Nina Coudreau
- Tala Birell : Valerie Monet
- Arthur Hohl : personne ivre